# Theme from Dying Young
Theme from Dying Young é uma canção instrumental, composta por James Newton Howard para o filme Dying Young (conhecido no Brasil por Tudo Por Amor). Ela é interpretada por James Newton Howard em parceria com o saxofonista de smooth jazz Kenny G.
A canção aparece no Top20 das músicas de Jazz mais baixadas no iTunes das Filipinas. e no Top100 das chamadas Easy Listening Music do iTunes Brasil.

## Presença em "Felicidade Internacional" (1992)

Trilha sonora "Felicidade Internacional", lançada pela Somlivre em 1992, que a canção foi incluída.

A canção foi incluída na trilha sonora internacional da novela "Felicidade", de autoria de Manoel Carlos, exibida pela TV Globo entre 1991/1992. Na trama, ela foi tema da protagonista Helena, interpretada por Maitê Proença.

## Prêmios e indicações
| Ano  | Prêmio        | Categoria                      | Indicação              | Resultado | Ref.  |
| ---- | ------------- | ------------------------------ | ---------------------- | --------- | ----- |
| 1992 | Grammy Awards | Melhor Composição Instrumental | Theme from Dying Young | Indicado  | [ 4 ] |